# Hims
Hims, Homs (arab. ‏حمص‎, aram. ‏ܚܡܨ‎) – miasto w zachodniej Syrii, w oazie Pustyni Syryjskiej w dolinie rzeki Orontes, ośrodek administracyjny muhafazy Hims, położony na linii kolejowej Aleppo–Damaszek.
Trzecie co do wielkości miasto Syrii. W spisie powszechnym z 2004 roku liczyło 652 609 mieszkańców.

## Historia
W starożytności znane jako Emesa (gr. Ἔμεσα). W 634–637 miasto zostało zajęte przez Arabów, a od XI wieku znajdowało się w rękach Seldżukidów; przejściowo zostało opanowane przez krzyżowców i Mongołów. W latach 1516–1918 znajdowało się we władaniu Turków osmańskich. Po pierwszej wojnie światowej Hims wszedł w skład Syrii.
W okresie II wojny światowej w Homsie była formowana i stacjonowała Samodzielna Brygada Strzelców Karpackich. Generał Władysław Sikorski w swoim rozkazie wymienia miasto jako miejsce powstania jednostki – Grupowanie i szkolenie oddziałów Brygady odbywać się będzie w obozie w Homsie, oddanym do dyspozycji Brygady Strzelców Karpackich.

## Zabytki
- ruiny średniowiecznej cytadeli, brama Bab al-Hawa
- meczet Chalida ibn al-Walida
- Wielki Meczet An-Nuri
- kościół Marii Panny
- Kościół św. Eliana w Himsie

## Gospodarka
W mieście rozwinął się przemysł włókienniczy, odzieżowy, młynarski, cukrowniczy, cementowy oraz elektrotechniczny.

## Współpraca
- Belo Horizonte
- Aksaray
- Jazd